# Jorge San Esteban
Jorge Héctor San Esteban est né le 28 juin 1972 à La Plata (Argentine). Il est un footballeur argentin, défenseur. Son surnom est « Coco ».